# Chandramara chandramara
Chandramara chandramara — єдиний вид роду Chandramara родини Bagridae ряду сомоподібних. Цей сом отримав назву на честь давньоіндійського володаря Чандрагупти Маур'я.

## Опис
Загальна довжина досягає 5 см. Голова порівняно велика. Очі середнього розміру. Тулуб стрункий. Бічна лінія хвиляста. Спинний плавець високо піднято, з корткою основою. Грудні плавці доволі широкі. Черевні плавці маленькі. Анальний плавець високий та доволі довгий. Жировий плавець вкрай маленький. Хвостовий плавець широкий з великою виїмкою.
Забарвлення сріблясте, спина чорнуватого кольору.

## Спосіб життя
Є демерсальною рибою. Зустрічається в дрібних річках, каналах і, навіть, в канавах. Активна у присмерку або вночі. Живиться водними безхребетними.

## Розповсюдження
Мешкає у водоймищах Східної Індії та Бангладеш.